# Ministério da Qualidade de Vida
O Ministério da Qualidade de Vida foi um efémero departamento do Governo de Portugal responsável pela política executiva nas áreas dos desportos e do ambiente. O ministério apenas existiu entre 1981 e 1985.
A maioria das funções do antigo ministério estão, hoje, repartidas pelo Ministério da Agricultura e do Mar e pela Secretaria de Estado da Juventude e do Desporto (integrada na Presidência do Conselho de Ministros).